# Die Vier
Die Vier (Originaltitel: Les Invincibles, zu Deutsch: Die Unbesiegbaren) ist eine vom Fernsehsender ARTE produzierte französische Fernsehserie.
Es wurden zwei Staffeln mit jeweils acht Folgen produziert. Die Vier ist die Adaption einer Serie des kanadischen Senders TV 5 Québec Canada. Die Erstausstrahlung der ersten Staffel begann am 9. März 2010 auf ARTE, die zweite startete am 1. Februar 2011. In Deutschland erfolgte die Ausstrahlung ausschließlich in deutscher Sprache ohne Zweikanalton.

## Handlung
Hassan, FX, Vince und Mano sind vier in Straßburg lebende langjährige Freunde um die 30 Jahre. In Anbetracht ihres Alters wird ihnen in der ersten Staffel bewusst, dass sie das Leben bislang nicht genug ausgekostet haben. Also schließen die Freunde einen Pakt, wonach sie ihre aktuellen Beziehungen beenden und sich in Abenteuer stürzen wollen. Während sich FX, Vince und Mano zunächst daran halten, fällt es Hassan schwer, sich von seiner Freundin Cathy zu trennen. Die Folge dieses Paktes sind allerlei Konfusionen im Leben der vier Freunde.
Nach dem Scheitern des ersten Paktes initiiert Hassan als Wiedergutmachung für seine Fehler mit Beginn der zweiten Staffel einen weiteren Pakt. Diesem zufolge soll jeder der vier Freunde ein Ziel nennen und dieses innerhalb einer bestimmten Zeit verwirklichen. Während Hassan sich das Ziel setzt, mit einer ehemaligen Arbeitskollegin und kurzzeitigen Affäre zusammenzukommen, möchte sich FX verlieben, Vince seine im Laufe der ersten Staffel erworbenen Depressionen überwinden und Mano von seiner Musik leben können. Als Belohnung für die Verwirklichung aller Ziele winkt ein gemeinsamer Urlaub in Punta Cana (Dominikanische Republik).

## Episodenliste

### Staffel 2
- Die Rallye ins Glück
- Der Weg ist das Ziel
- Vier mal Zwei
- Schokolade für die Reise
- Wendepunkt
- Hochzeitsreigen
- In der Zwickmühle
- Das Ziel ist im Weg[1]

## Besonderheiten
Hassan ist ein Fan von Comics und verfügt selbst über ein großes Zeichentalent. Die Szenen der Serie werden daher vereinzelt durch allegorische Zeichnungen unterbrochen, denen die realen Handlungen zugrunde liegen und die die Hauptpersonen als Comicfiguren darstellen. Weiterhin werden die Hauptfiguren in jeder Folge kurz zum aktuellen Stand der Verwirklichung des Paktes interviewt.

## Auszeichnungen
Die Serie gewann beim RomaFictionFest (5. bis 10. Juli 2010 in Rom) den Preis für die Beste internationale Komödie.